# Relations entre le Bhoutan et la Russie
Les relations diplomatiques entre la fédération de Russie et le royaume du Bhoutan (Asie) n'ont pas encore été établies officiellement.  

## Rencontres diplomatiques
Les 8 et 9 novembre 2010, lors de la 9e réunion du forum régional intergouvernemental au niveau des ministres des Affaires étrangères "Dialogue sur la coopération en Asie" qui s'est tenue à Téhéran (Iran) ; une rencontre a eu lieu entre le chef de la délégation russe, Sergueï Riabkov (le vice-ministre des Affaires étrangères de la fédération de Russie) et le ministre de l'Économie du Bhoutan, Khandu Wangchuk.
L'accent fut mis sur les questions à l'ordre du jour régional et international : le développement de l'interaction entre les deux pays sur la plate-forme des Nations unies.
Le 13 octobre 2011, Alexandre Kadakine (Александр Кадакин), ambassadeur extraordinaire et plénipotentiaire de la Russie en Inde, fut invité lors de la cérémonie du mariage du roi Bhoutan Jigme Khesara Namgyal Wangchuk et de Jetsun Pema.

## L'exposition "Le bouddhisme en Russie"
Le 24 novembre 2011, le Centre culturel Nehru-Wangchuk de l'ambassade d'Inde, situé à Thimphou (capitale du Bhoutan), a accueilli l'exposition "Bouddhisme en Russie".
Les sections de l'exposition étaient : « La vie des monastères bouddhistes », « Cosmologie et Panthéon », « Bouddhisme populaire », « Bouddhisme moderne » et « Les dons des bouddhistes russes à la famille impériale ».
Une partie importante de l'exposition sera ensuite donnée au musée national du Bhoutan, à Paro. L'exposition « Le bouddhisme en Russie » est la première de toute l'histoire des contacts bilatéraux.

## Échange de cadeaux
À l'occasion de l'entrée en fonction de Vladimir Poutine (l'actuel président russe), le roi du Bhoutan Jigme Khesar Namgyel Wangchuck a offert un bébé éléphant au dirigeant russe. Ils ont nommé cet éléphanteau dans la langue nationale du Bhoutan, le dzongkha (en dzongkha : प्रतिभाशाली) ; ce qui en russe signifie « brillant ».
Comme indiqué dans un télégramme de félicitations du monarque bhoutanais à Vladimir Poutine, ce « modeste cadeau servira de gage de renforcement de l'amitié entre les peuples du Bhoutan et de la Russie ».
L'éléphanteau a été livré à la capitale de la Russie le 4 mars 2012 et il se trouve actuellement dans le zoo de Moscou.

## Tourisme
En 2011, le royaume du Bhoutan a été visité par un peu plus de 64 000 visiteurs étrangers. Et selon Tudji Dorji Nadik, directeur de l'autorité nationale du tourisme du Bhoutan, il y avait 300 Russes parmi eux.

## Sources et références
1. ↑  МИД России 11.11.2010 О встречах заместителя Министра иностранных дел России С. А. Рябкова в Тегеране
2. ↑  Выставка Буддизм в России в королевстве Бутан — Buddha World
3. ↑  Король Бутана подарил Путину слона — Slon.ru
4. ↑  Бутан хотел бы принимать больше туристов из России VP.BY